# Beatriz Corredor
Pour les articles homonymes, voir Corredor.
María Beatriz Corredor Sierra [maˈɾia βeˈatɾis koreˈðoɾ ˈsjɛra], née le 1er juillet 1968 à Madrid, est une femme politique espagnole membre du Parti socialiste ouvrier espagnol (PSOE).
Diplômée en droit de l'université autonome de Madrid et conservatrice des hypothèques de profession, elle est élue en 2007 conseillère municipale de Madrid. Elle est nommée en 2008 ministre du Logement dans le second gouvernement Zapatero. Elle doit alors faire face aux conséquences de la crise du logement. Après avoir été rétrogradée secrétaire d'État en 2010, elle quitte la vie politique en 2011 mais y revient six ans plus tard comme membre de la direction du PSOE sous l'autorité de Pedro Sánchez.

## Biographie

### Formation et juge du livre foncier
María Beatriz Corredor Sierra est née à Madrid en 1968. Elle obtient une licence de droit à l'université autonome de Madrid, en 1991.
Elle passe avec succès le concours de conservateur des hypothèques deux ans plus tard. Nommée en 2002 directrice du service des Études foncières du gouvernement autonome de la Castille-La Manche, elle devient en 2005 membre du jury du concours du corps des conservateurs des hypothèques et des administrateurs du registre du commerce pour un an. Elle est alors la première femme à y siéger.

### Débuts en politique
Indignée par le « Tamayazo », un scandale politique empêchant en mai 2003 l'accession du socialiste Rafael Simancas au pouvoir dans la Communauté de Madrid, elle décide d'adhérer au Parti socialiste ouvrier espagnol (PSOE).
Lors des élections municipales du 27 mai 2007, elle postule à Madrid sur la liste conduite par le conseiller économique du président du gouvernement espagnol, Miguel Sebastián. Candidate placée en 18e position, elle assure la coordination du programme électoral dans le secteur du logement. Elle n'est pas immédiatement élue, mais grâce à la démission de Mercedes del Palacio, elle devient conseillère municipale en juillet et porte-parole du groupe des élus socialistes pour le logement,.

### Ministre du Logement

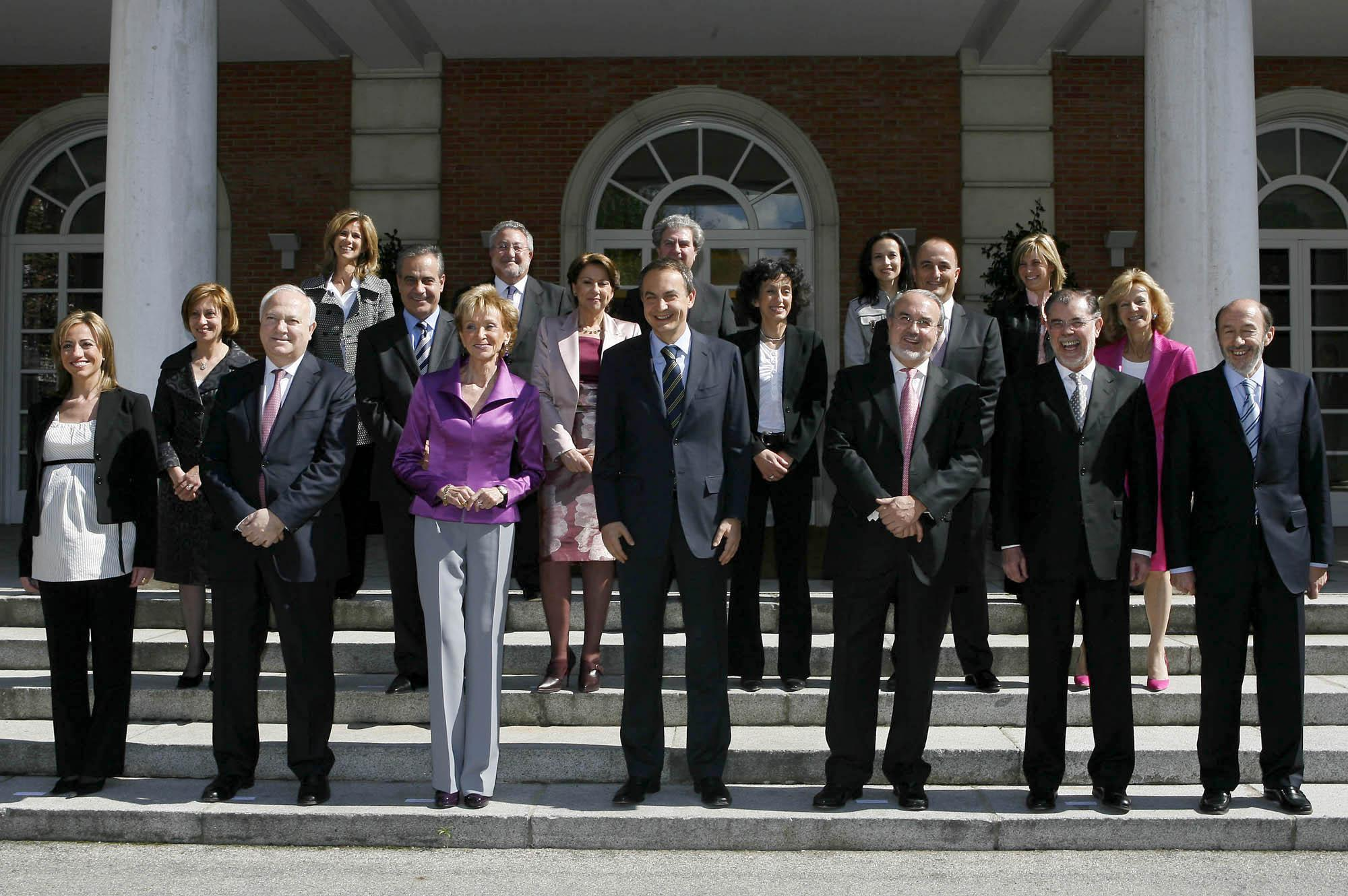
Photo de famille du gouvernement Zapatero II le 14 avril 2008.

Le 12 avril 2008, Beatriz Corredor est nommée à 39 ans ministre du Logement dans le second gouvernement du socialiste José Luis Rodríguez Zapatero, formé un mois après la victoire du PSOE aux élections générales. En prenant ses fonctions, elle appelle de ses vœux à la conclusion d'un « grand accord national sur le logement » entre le gouvernement, l'opposition, les communautés autonomes et les principaux acteurs du secteur.

#### Face à la crise du logement
Alors que le marché de l'immobilier s'effondre en quelques semaines, elle soutient en mai que cet ajustement est « nécessaire » mais qu'il doit se faire de manière intelligente : elle refuse ainsi de soutenir les prix du logement, se plaçant dans la ligne fixée par le ministre des Finances Pedro Solbes. Le mois suivant, elle annonce un grand plan de rénovation et de construction, proposant notamment de tripler en dix ans les logements à prix contrôlés accessibles à la location. Deux semaines après cette annonce, elle reçoit un soutien unanime des communautés autonomes à l'issue d'une grande conférence nationale.
Le secteur immobilier continuant de s'enfoncer dans la crise, le ministère du Logement fait part en juillet 2008 de sa volonté d'acheter des terrains privés pour un montant total de 300 millions d'euros, afin d'y construire des logements à prix contrôlés, tout en appelant à une baisse des loyers et une hausse des offres de location,.
Trois mois plus tard, en octobre, elle dévoile le contenu complet de son plan national pour le logement. Il prévoit notamment d'interdire les aides publiques pour les logements inférieurs à 30m² et d'autoriser les locations avec option d'achat. Cette dernière proposition avait pourtant été rejeté par le premier gouvernement de Zapatero. Le mois qui suit, elle remet publiquement en cause les statistiques officielles du secteur, qui indiquent que les prix des logements ont baissé en moyenne de 15 %.

#### Des dernières aides publiques à l'austérité
Corredor affirme en mars 2009 que le recul des mises en chantier de logements neufs de 40 % sur un an est une « bonne nouvelle » car « le rythme de la construction revient à ce dont la population espagnole a besoin ». Elle indique deux mois plus tard que l'Institut du crédit officiel (ICO) garantira 50 % des emprunts réalisés en vue de l'achat d'un logement à prix contrôlés, soit six milliards d'euros.
Dans le cadre du plan d'austérité décidé en 2010, elle prend en juillet plusieurs décisions de réduction de la dépense publique : les aides à l'achat d'un logement à prix contrôlé sont réduites — officiellement pour favoriser la location — les conditions d'accès à l'aide financière à la location, mise en place par Carme Chacón trois ans plus tôt, sont durcies.

#### Retrait de la vie politique
À l'occasion du remaniement ministériel du 21 octobre 2010, Zapatero décide de la suppression du ministère du Logement, qu'il avait créé six ans auparavant. Elle devient alors secrétaire d'État au Logement et aux Actions urbaines, au sein du ministère de l'Équipement.
Elle ne se présente pas aux élections générales anticipées du 20 novembre 2011 et se met en retrait de la vie politique. Un mois plus tard, elle signe les manifestes Mucho PSOE por hacer de Carme Chacón — qui appelle au droit d'inventaire des années Zapatero et à la rénovation du PSOE — et  Yo sí estuve allí de Soraya Rodríguez, qui revendique les succès et le bilan des sept ans et demi au pouvoir des socialistes. Elle participe le 7 juin 2014 à la création de la Fondation Espagne constitutionnelle — qui se présente comme un espace de débat loyal envers la Constitution de 1978 — présidée par Cristina Garmendia.

### Entrée à la direction du PSOE
Lors du 39e congrès fédéral du Parti socialiste, elle soutient la candidature de Pedro Sánchez au secrétariat général. Tous deux sont amis depuis la campagne des municipales de 2007, au cours de laquelle ils ont été présentés par le député Antonio Hernando. Elle participe à l'élaboration de son programme politique puis s'implique dans le travail d'amendement de la motion d'orientation, après que ce dernier a remporté la victoire. Le 18 juin 2017, près de six ans après avoir quitté la vie politique, elle est nommée secrétaire à l'Aménagement du territoire et aux Politiques publiques du logement au sein de la nouvelle commission exécutive fédérale du PSOE.

#### Suggestion de candidature à la mairie de Madrid
La presse indique au printemps 2018 que la direction socialiste la voit comme la possible tête de liste des socialistes pour les élections municipales de mai 2019 à Madrid : alors que Sánchez envisage ce choix, le secrétaire général du PSOE-M José Manuel Franco accueille cette idée favorablement,.
Le 11 mai 2018, son ancien directeur de cabinet au ministère du Logement Nicolás Mateos et l'ancien sous-secrétaire du Logement sont mis en examen pour prévarication et détournement de fonds. La justice les accuse d'avoir signé des contrats irréguliers de publicité institutionnelle du « plan national pour le logement 2009-2012 » avec l'entreprise Crespo Gomar qui auraient permis de financer illégalement le Parti socialiste du Pays valencien-PSOE.
La commission exécutive fédérale la choisit le 3 septembre suivant comme nouvelle dirigeante de la fondation Pablo-Iglesias. Elle cumule ainsi les fonctions de président du conseil d'administration, jusqu'alors exercées par le nouveau président du Centre de recherches sociologiques José Felix Tezanos, et de directeur, qui revenaient précédemment à Ibán García del Blanco. Cinq ans après la dissolution de la fondation IDEAS, elle se voit confier la mission de relancer l'historique fondation Pablo-Iglesias pour en faire un nouveau groupe de réflexion idéologique pour le PSOE.

#### Députée au Congrès
Le 17 mars 2019, le comité fédéral du PSOE l'investit en 8e position sur la liste de la circonscription de Madrid pour les élections générales du 26 avril suivant, juste après le secrétaire général du groupe parlementaire Rafael Simancas et devant la députée sortante Zaida Cantera. Au soir du scrutin, le Parti socialiste fait élire 11 représentants dans le territoire madrilène, ce qui assure sa toute première entrée dans une assemblée parlementaire. Réélue lors des élections du mois de novembre suivant, elle annonce démissionner de son mandat le 13 janvier 2020 en invoquant des raisons personnelles.

### Présidente de REE
La nomination de Beatriz Corredor comme présidente de Red Eléctrica de España (REE), entreprise privée chargée de la gestion du réseau électrique, est annoncée par la Commission nationale du marché des valeurs (CNMV) le 21 février 2020, après la démission de Jordi Sevilla en raison de désaccords avec la ministre de la Transition écologique Teresa Ribera.
Après la panne de courant de 2025 dans la péninsule Ibérique, le rapport gouvernemental présenté en juin de la même année par la ministre de la Transition écologique, Sara Aagesen, sur les causes de cette panne, impute la responsabilité de celle-ci à REE et aux entreprises privées de production d'électricité. Le rapport sur la panne soulève également des questions quant au rôle de Beatriz Corredor qui avait auparavant insisté sur le fait que le régulateur du réseau n'était pas en faute,. Immédiatement après la panne, un clip de 2021 de Beatriz Corredor était devenu viral, dans lequel cette dernière insistait sur le fait que l'Espagne avait « l'un des systèmes électriques les plus sûrs et les plus avancés » au monde et qu'il n'y avait aucune raison de s'inquiéter.

### Vie privée
Elle est divorcée et mère de trois filles.